# El hijo pródigo
El hijo pródigo è il settimo album in studio del gruppo power metal spagnolo Avalanch, pubblicato nel 2005. 

## Tracce
1. Alas de cristal – 4:13
2. Semilla de rencor – 4:35
3. Aún respiro – 4:00
4. La cara oculta de la luna – 5:53
5. Tu fuego en mí – 3:43
6. Papel roto – 4:03
7. Mar de lágrimas – 3:47
8. Un paso más – 5:40
9. Lágrimas negras – 3:51
10. El hijo pródigo – 4:02